# The Dark Side (Gregorian)
The Dark Side è il sesto album della band tedesca Gregorian, pubblicato nel 2004.

## Tracce
1. Hurt (Nine Inch Nails)
2. My Immortal (Evanescence)
3. The Four Horsemen (Aphrodite's Child)
4. Unbeliever
5. Where the Wild Roses Grow (Nick Cave and the Bad Seeds e Kylie Minogue)
6. Close My Eyes Forever (Lita Ford e Ozzy Osbourne)
7. More (The Sisters of Mercy)
8. Uninvited (Alanis Morissette)
9. The Raven (The Alan Parsons Project)
10. Gregorian Anthem
11. Ave Satani (Il presagio) (Jerry Goldsmith)
12. The End (The Doors)
13. In the Shadows (The Rasmus)